# Neurazy
Neurazy (deutsch Neuras) ist eine Gemeinde mit 820 Einwohnern in Tschechien. Sie liegt sieben Kilometer südwestlich von Nepomuk und gehört zum Okres Plzeň-jih. Die Katasterfläche beträgt 2584 ha.

## Geographie
Neurazy befindet sich in 488 m ü. M. am nordwestlichen Fuße einer Hügelkette, deren höchste Erhebungen V Kopaninách (674 m) und Vlčí jáma (649 m) sind. Durch den Ort führt die Staatsstraße 187 von Nepomuk nach Plánice.

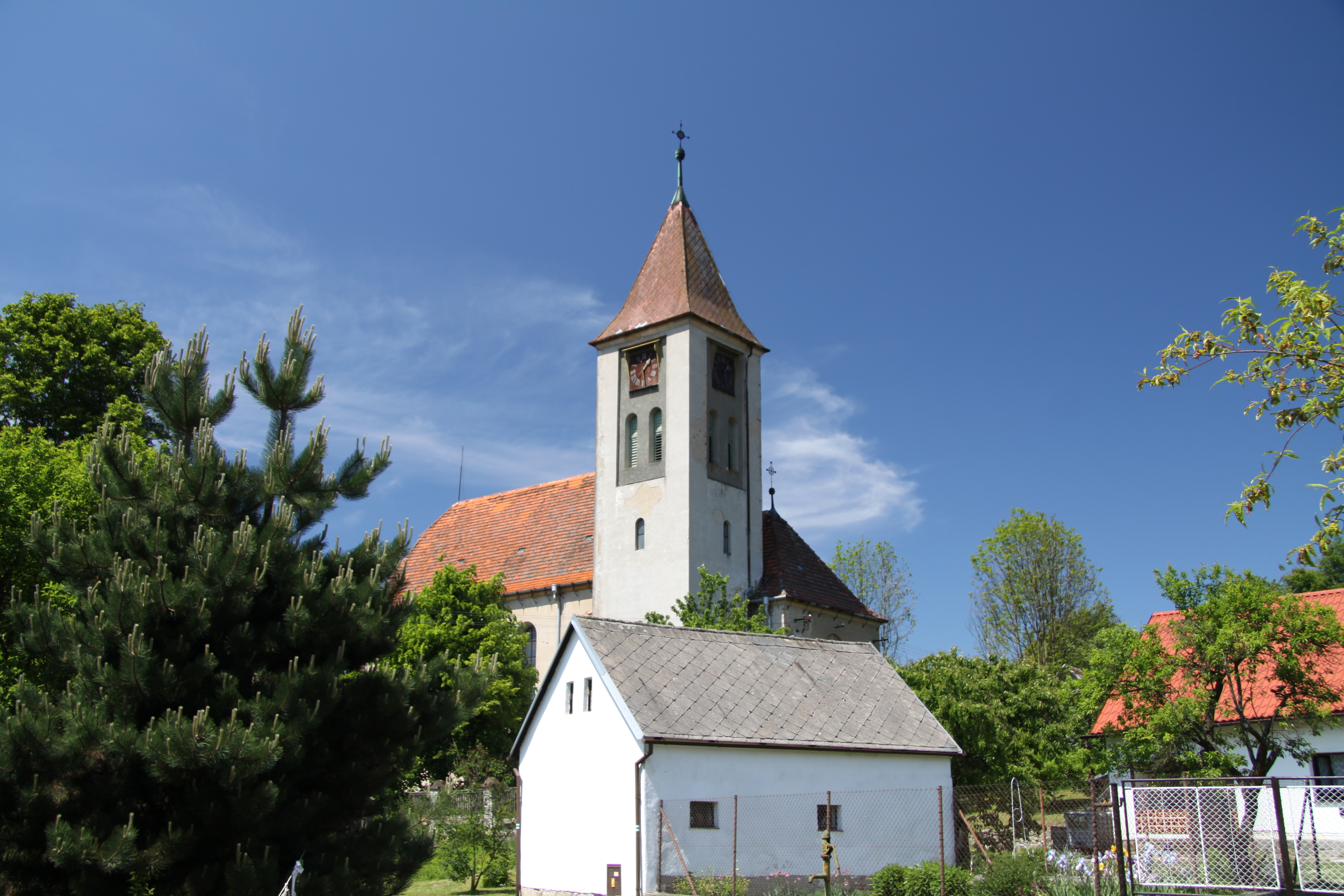
Kirche

Nachbarorte sind Klikařov im Norden, Soběsuky im Nordosten, Kolna und Kramolín im Osten, Polánka im Südosten, Pohoří und Bližanovy im Süden, Mlýnské Struhadlo im Südwesten, sowie Radochovy im Nordwesten.

## Geschichte
Die erste urkundliche Erwähnung von Neurazy stammt von 1551. Der Ort an einem alten Verbindungsweg der von Prag nach Rom führte, ist jedoch wesentlich älter und war eines der Dörfer des 1421 zerstörten Klosters Pomuk. Am Plátěná hora zwischen Nová Ves und Vojovice befanden sich 1419 und 1424 Lager der Hussiten.
Die Kirche in Neurazy war bis 1772 Filialkirche von Myslív und wurde dann zur Expositur erhoben. 1789 lebten im Dorf um die 550 Menschen und bis 1910 hatte sich deren Zahl auf 728 erhöht. 1910 nahm auch die zweiklassige Dorfschule den Unterricht auf, den auch die Kinder aus Bližanovy, Klikařov und Vojovice besuchten.
1913 wurde eine neue Kirche erbaut, die zwei Jahre später als Kirche dritten Ranges geweiht wurde. Zwischen 1921 und 1922 errichtete das Prager Unternehmen "Česká dřevařská společnost" östlich des Dorfes ein Sägewerk, das 30 Arbeitsplätze bot. Die Säge war lange Zeit der einzige Betrieb im Dorf und die Bewohner litten zuvor große Not. Viele junge Leute gingen fort und wurden in Wien, Pilsen und Prag ansässig, um 1900 wurde Sachsen verstärkt zum Ziel der Auswanderer, die vor allem Chemnitz oder Mittweida zogen.

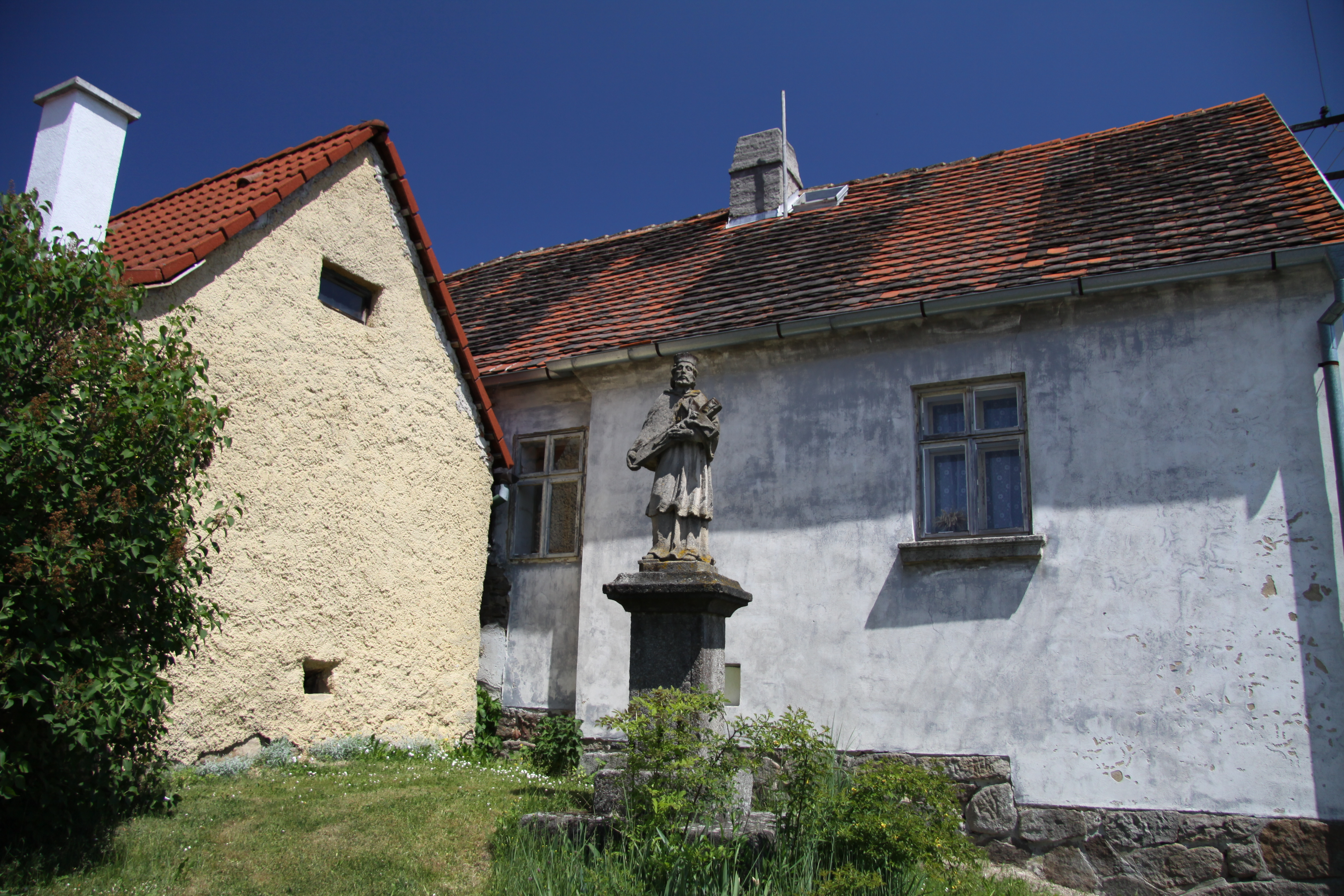
Statue des Johannes von Nepomuk

Nach dem Zweiten Weltkrieg wurde im Dorf die Infrastruktur verbessert und es entstanden Ferienhäuser. 1985 entstand ein Sommerkino mit 520 Plätzen am Ortsrand.

## Sehenswürdigkeiten
- Kirche und hölzerner Glockenturm
- Reste einer alten slawischen Wachtburg auf dem Hradek bei Klikařov

## Gemeindegliederung
Zur Gemeinde Neurazy gehören die Ortsteile Klikařov (Klikarschow), Nová Ves u Nepomuka (Neudorf), Partoltice (Partoltitz), Radochovy (Radochowitz), Soběsuky (Sobiesuk) und Vojovice (Wojowitz) sowie die Einschichten Kolna und Štádlerův Mlýn.